# فليش والون 2017
فليش والون 2017 (بالإنجليزية: 2017 La Flèche Wallonne)‏ هو سباق دراجات هوائية، وهو الموسم رقم 81 من نفس السباق، وأقيم في 19 أبريل 2017، وامتدّ لمسافة 200.5 كيلومتر، وهو أحد سباقات طواف العالم للدراجات 2017، وهو من نوع سباق يوم واحد، وقد شارك في السباق 200 متسابقاً ووصل إلى نهايته 166 متسابقاً.
فاز فيه بالمركز الأول أليخاندرو بالبيردي، وبالمركز الثاني دانيال مارتن، وبالمركز الثالث ديلان تيونز.

## الفرق
| فرق عالمية (18)- AG2R La Mondiale - Astana - Bahrain-Merida - BMC Racing Team - Bora-Hansgrohe - Cannondale-Drapac - Dimension Data - FDJ - Katusha-Alpecin - Lotto NL-Jumbo - Lotto-Soudal - Movistar Team - Orica-Scott - Quick-Step Floors - سكاي - سنويب - Trek-Segafredo - UAE Team Emirates فرق قارية محترفة (7)- أكوا بلو سبورت 2017 ‏ - Cofidis, Solutions Crédits - Direct Énergie - Fortuneo-Vital Concept - سبورت فلاندرين بالويس 2017 ‏ - بنجوال باوليز ساوكس دبليو بي ‏ - Wanty-Groupe Gobert |  |
| |  |

## التصنيف العام النهائي
| التصنيف العام | التصنيف العام      | التصنيف العام   | التصنيف العام   | التصنيف العام |        |
| الدراج        | الدراج             | البلد           | الفريق          | الوقت         | السرعة |
| ------------- | ------------------ | --------------- | --------------- | ------------- | ------ |
| 1.            | أليخاندرو بالبيردي | إسبانيا         | موفيستار        | 5 س 15 د 37 ث |        |
| 2.            | دان مارتن          | جمهورية أيرلندا | كويك ستب-فلورز  | + 1 ث         |        |
| 3.            | ديلان تيونز        | بلجيكا          | بي إم سي راسينغ | + 1 ث         |        |
| 4.            | سيرجيو هيناو       | كولومبيا        | سكاي            | + 1 ث         |        |
| 5.            | مايكل ألباسيني     | سويسرا          | أوريكا سكوت     | + 1 ث         |        |
| 6.            | وارن بارجويل       | فرنسا           | سنويب           | + 1 ث         |        |
| 7.            | ميكال كوياتكووسكي  | بولندا          | سكاي            | + 1 ث         |        |
| 8.            | رودي مولار         | فرنسا           | إف دي جي        | + 1 ث         |        |
| 9.            | ديفيد جودو         | فرنسا           | إف دي جي        | + 1 ث         |        |
| 10.           | دييغو يليسي        | إيطاليا         | فريق الإمارات   | + 1 ث         |        |

## وصلات خارجية
- فليش والون 2017 على موقع إحصائيات الدراجات الإحترافية (الإنجليزية)